# اتفاقية جيدون
اتفاقية جيدون(بالإنجليزية: Gideon)‏ ما يسمى بمركز تدريب المدعين العامين سابقا، مؤسسة غير ربحية تم انشائها عام 2007 ، مقرها في جورجيا واطلنطا تقدم برنامج تعليمي مستمر ومتواصل لطلاب المدارس القانونية، المدعين العامين الحديثين، المعين العامين الخبراء، المدارس القانونية الاكلينيكية، وايضا رئيس المدعين العامين.
تشترك المنظمة مع المكاتب العامة للمدعين في المدينة من اجل تحقيق أفضل الممارسات في الدفاع العام، وفي نهاية عام 2014 شارك مؤسس ورئيس الجمعية(Jonathan Rapping) منطقة  Maryland كمحاولة لتطوير الدفاع العام في المنطقة بشكل اوسع، كما حصل جائزة الشرف في نفس العام 2014 من  MacArthur Fellow لعمله مع اتفاقية جيدون.